# مایکل بال (خواننده)
مایکل بال (به انگلیسی: Michael Ball) (زاده ۲۷ ژوئن ۱۹۶۲) خواننده انگلیسی است.
او نماینده بریتانیا در مسابقه آواز یوروویژن ۱۹۹۲ بود.